# Alexandra Kloiber
Alexandra Kloiber (* 14. Juni 1989 in Wels) ist eine österreichische Schauspielerin, Sprecherin und Autorin.

## Leben
Schon als Kind stand Kloiber in diversen Musicals als Kinderdarstellerin auf der Bühne und als Werbesprecherin im Tonstudio. Sie maturierte am Linzer Stiftergymnasium mit Schwerpunkt Gesang und erhielt ihre Ausbildung zur Bühnendarstellerin in Graz und Wien (u. a. Konservatorium Sunrise Studios – Konservatorium für Tanz, Gesang und Schauspiel). Zusätzlich studierte sie Germanistik an der Universität Wien.
Ihre künstlerische Laufbahn führte sie unter anderem an die Felsenbühne Staatz, das Theater an der Wien, vor die Kamera (u. a. SOKO Donau, Chucks, Flug der Krähen) und als Kommentatorin in diverse deutschsprachige Fernsehstudios.
Seit 2012 arbeitet sie als Hörfilmautorin, Redakteurin und Audiokommentatorin. Im Zuge dessen betreut sie unter anderem das Projekt Theater4all, das Theaterproduktionen mit Audiodeskription in bekannten Wiener Theatern, wie dem Burgtheater, dem Theater in der Josefstadt, dem Theater der Jugend, dem Schauspielhaus und dem Volkstheater anbietet. Als erste deutschsprachige Live-Audiokommentatorin kommentierte sie diverse Unterhaltungssendungen wie den Wiener Opernball, Dancing Stars, den Life Ball, den Eurovision Song Contest, Germany’s Next Topmodel, Fastnacht in Franken etc. für den ORF, ProSieben, Sat.1, das BR Fernsehen und das ZDF.
Sie publizierte in Kooperation mit der ZHAW Zürcher Hochschule für Angewandte Wissenschaften über Audiodeskription am Theater und schreibt eigene Bühnenstücke. Seit 2014 arbeitet sie eng mit dem Regisseur und Schauspieler Richard Maynau zusammen, unter dessen Leitung sie seit 2022 fixes Ensemblemitglied der Bruckmühle Pregarten ist und mit dem sie 2022 die Theater Akademie Bruckmühle TAB gründete. 2021 übernahm sie die Rolle der Avetonia in Daniel Carinssons Roman Flug der Krähen, der als Podcast-Hörspiel auf Spotify läuft.

## Werk

### Bühne (Auswahl)
- Der eingebildete Kranke (Angelique)
- Bluthochzeit (Die Braut)
- Titanic (Kate Mullins)
- Die Schöne und das Biest (Tassilo, Ensemble)
- Romeo und Julia (Erzähler)
- Pinkie und Blu (Pinkie)
- Der gestiefelte Kater (Kater, Prinzessin)
- Der Verschwender (Rosa)
- Frühere Verhältnisse (Peppi Amsel)
- Heidi (TR)
- Geschichten aus dem Wiener Wald (Marianne)
- Gut gegen Nordwind (Emmi Rothner)

### Film/TV (Auswahl)
- SOKO Donau
- Chucks
- Kleine große Stimme
- Nicht die Regel

### Audiokommentar (Auswahl)
- Dancing Stars[11] Staffel 9–14
- Die große Chance der Chöre
- Opernball[12]
- Lifeball
- Eurovision Song Contest[13]
- Germanys Next Topmodel[14][15][16][17]
- The Masked Singer Germany
- ZDF Fernsehgarten
- Immer wieder Sonntags
- Silvestershow
- Der Papstgottesdienst in Sarajevo[18]
- Die Chefin[19]

### Tonträger
- OUPS – Advent erleben[20] (Gesang)
- Flug der Krähen (Avetonia)

## Privat
Privat engagiert sich Kloiber zum Thema Endometriose. Als Betroffene erzählt sie im Dokumentarfilm Nicht die Regel ihre Geschichte.